# 南港区

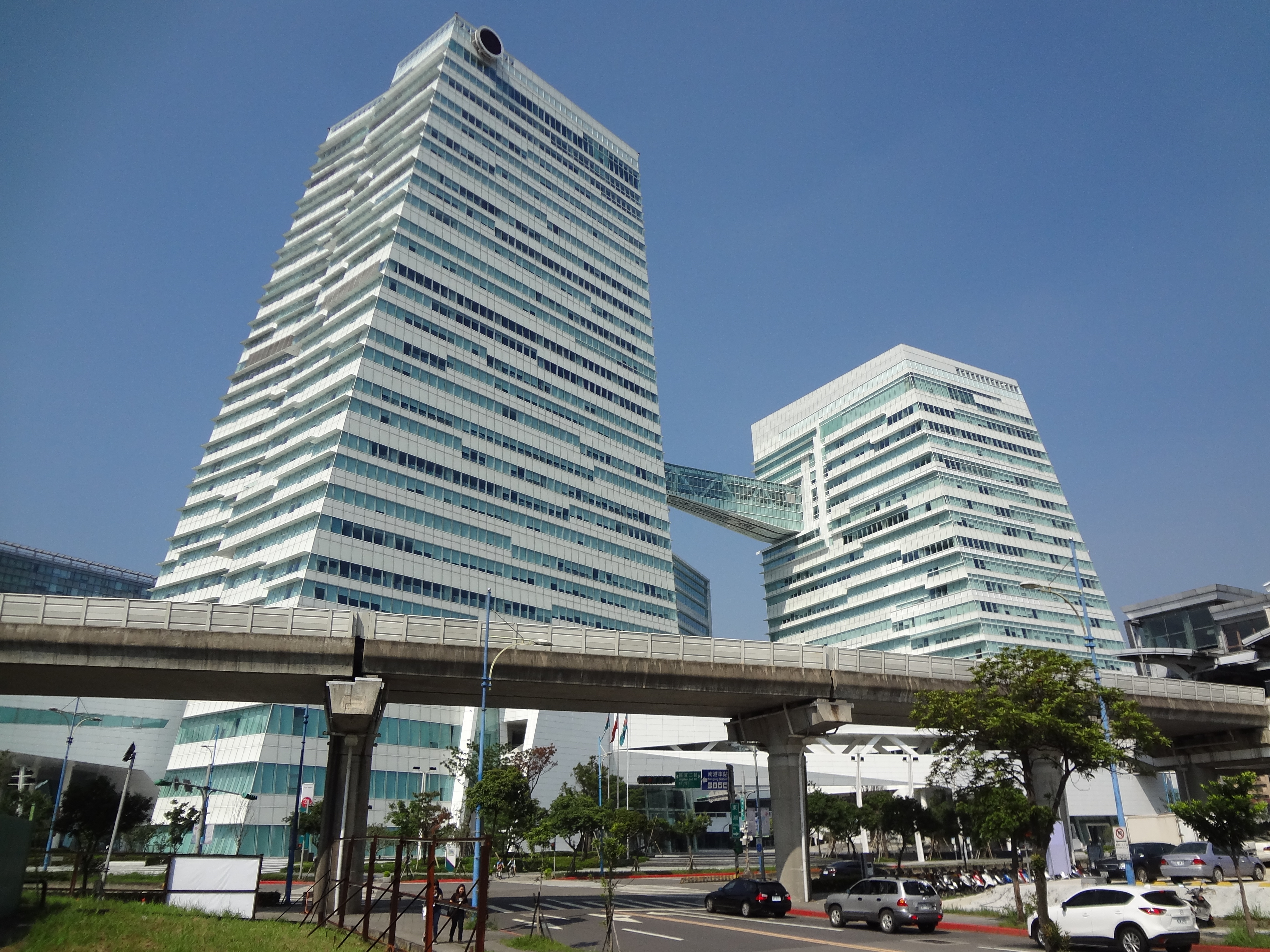
CTBCファイナンシャルパークビルと台北捷運文湖線

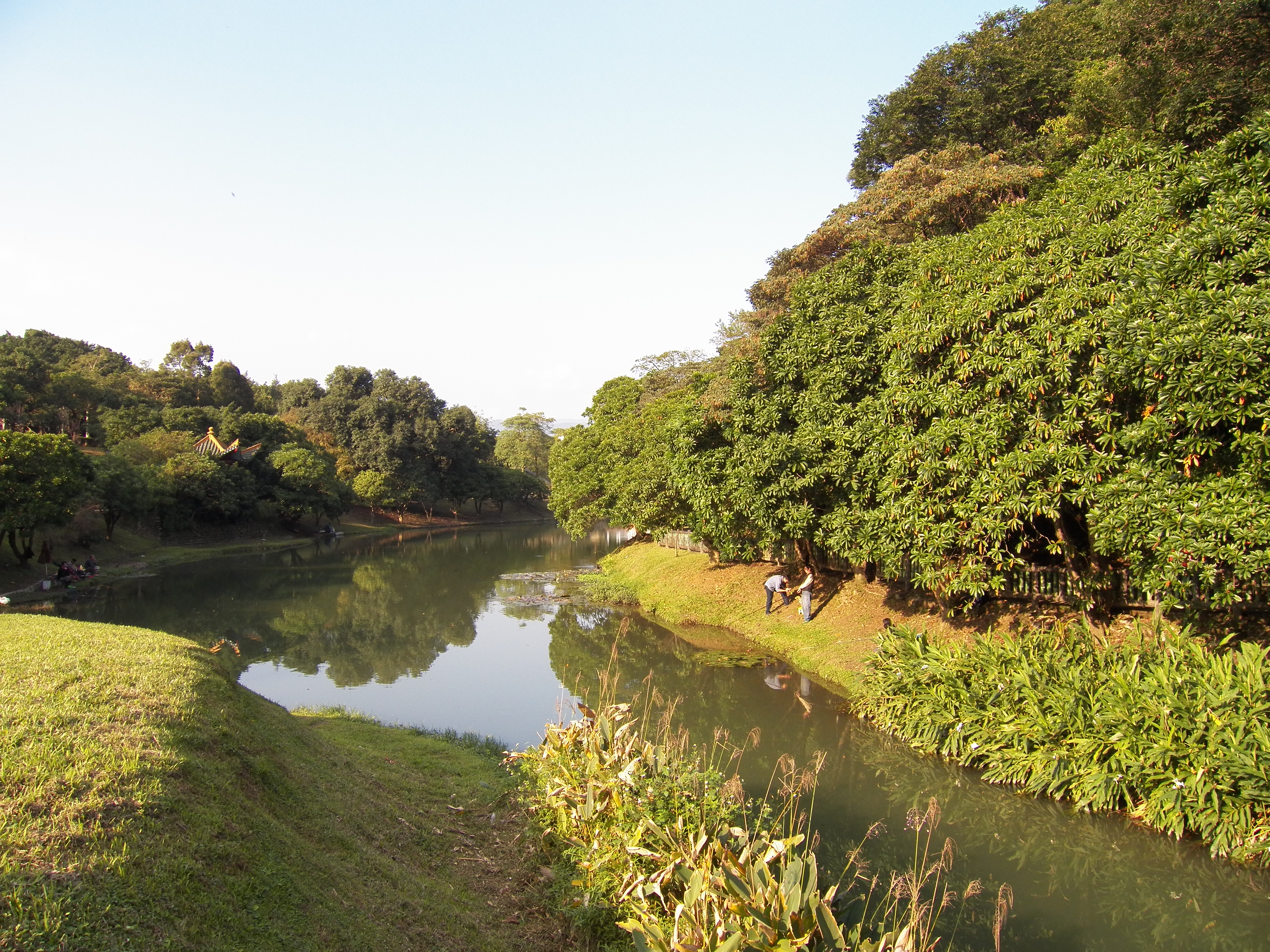
南港公園

南港区（ナンガン/なんこう-く）は、台北市の市轄区。

## 歴史
基隆河の南側に形成された天然港があったことから南港仔と称され、清末には商業の中心地として繁栄した。

## 下部行政区域
| 地区   | 里                                                             |
| ------ | -------------------------------------------------------------- |
| 三重埔 | 中南里、新富里、南港里、三重里                                 |
| 新庄仔 | 西新里、東明里、東新里、新光里、重陽里                         |
| 後山坡 | 成福里、百福里、聯成里、玉成里、鴻福里、万福里、合成里、仁福里 |
| 中研   | 旧荘里、九如里、中研里                                         |

## 交通
- 台湾鉄路管理局
  - 縱貫線
    - 南港駅
- 台湾高速鉄道
  - 南港駅
- 台北捷運
  - ■ 文湖線 南港展覧館駅 南港軟体園区駅
  - ■ 板南線 南港展覧館駅 南港駅 昆陽駅 後山埤駅

## 教育

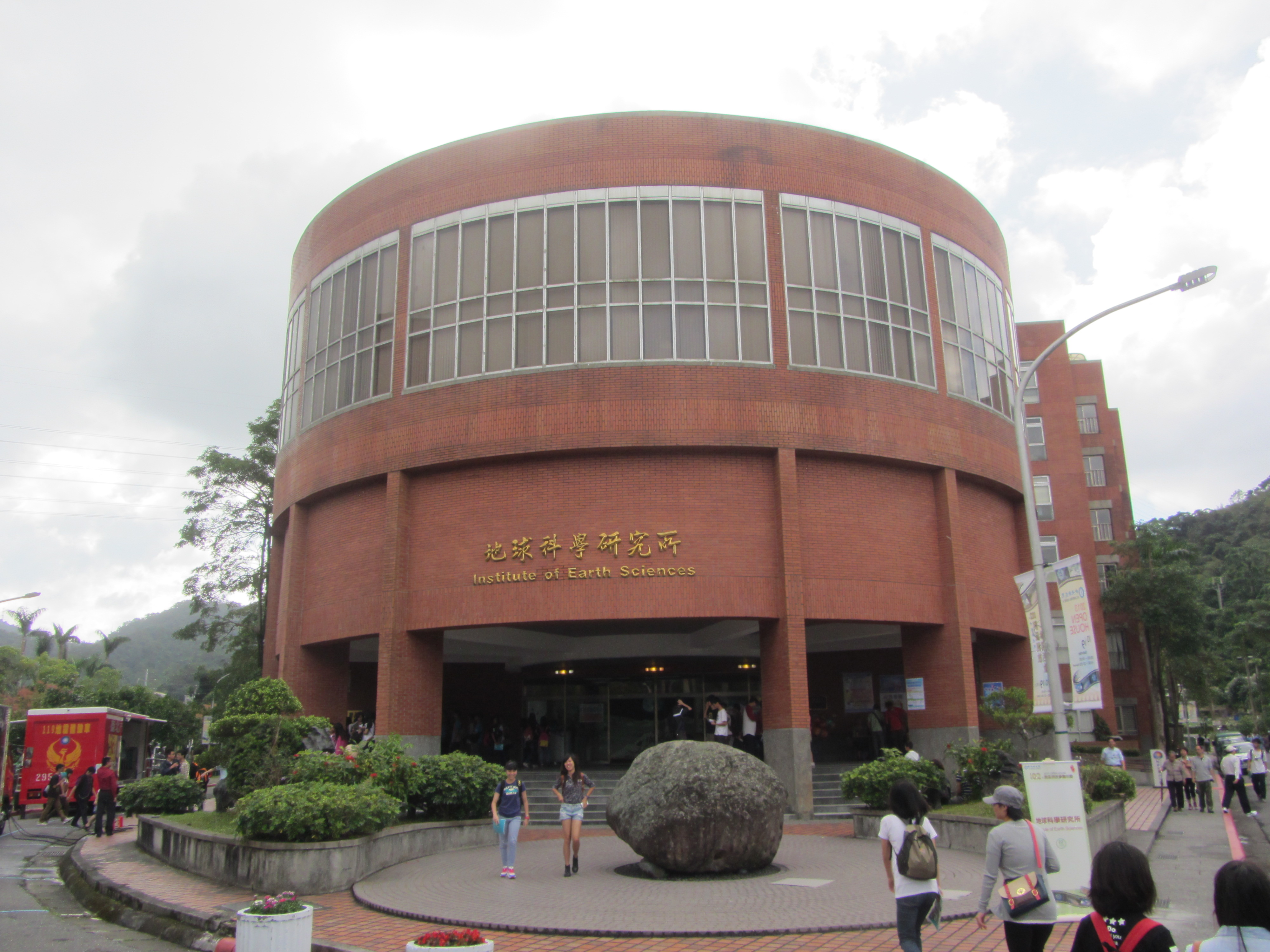
中央研究院地球科学研究所

### 技術学院
- 中華科技大学

### 高級専業学校
- 台北市立南港高級工業職業学校

### 高級中学
- 台北市立南港高級中学
- 台北市立育成高級中学

### 国民中学
- 台北市立誠正国民中学
- 台北市立成徳国民中学
- 台北市立南港高級中学附中

### 国民小学
- 台北市立南港国民小学
- 台北市立旧荘国民小学
- 台北市立玉成国民小学
- 台北市立成徳国民小学
- 台北市立胡適国民小学
- 台北市立東新国民小学
- 台北市立修徳国民小学

### 幼稚園
| - 中央研究院附属幼稚園 - 台北市立旧荘国民小学附属幼稚園 - 台北市立成徳国民小学附属幼稚園 - 台北市立玉成国民小学附属幼稚園 - 台北市立南港国民小学附属幼稚園 - 台北市立修徳国民小学附属幼稚園 - 台北市立東新国民小学附属幼稚園 | - 大華幼稚園 - 東美幼稚園 - 樹徳幼稚園 - 欣児幼稚園 - 育人幼稚園 - 欣苗幼稚園 - 大方幼稚園 | - 南琪幼稚園 - 莒光幼稚園 - 成徳幼稚園 - 大千幼稚園 - 宝華幼稚園 - 新金華幼稚園 - 龍華幼稚園 |

## 観光

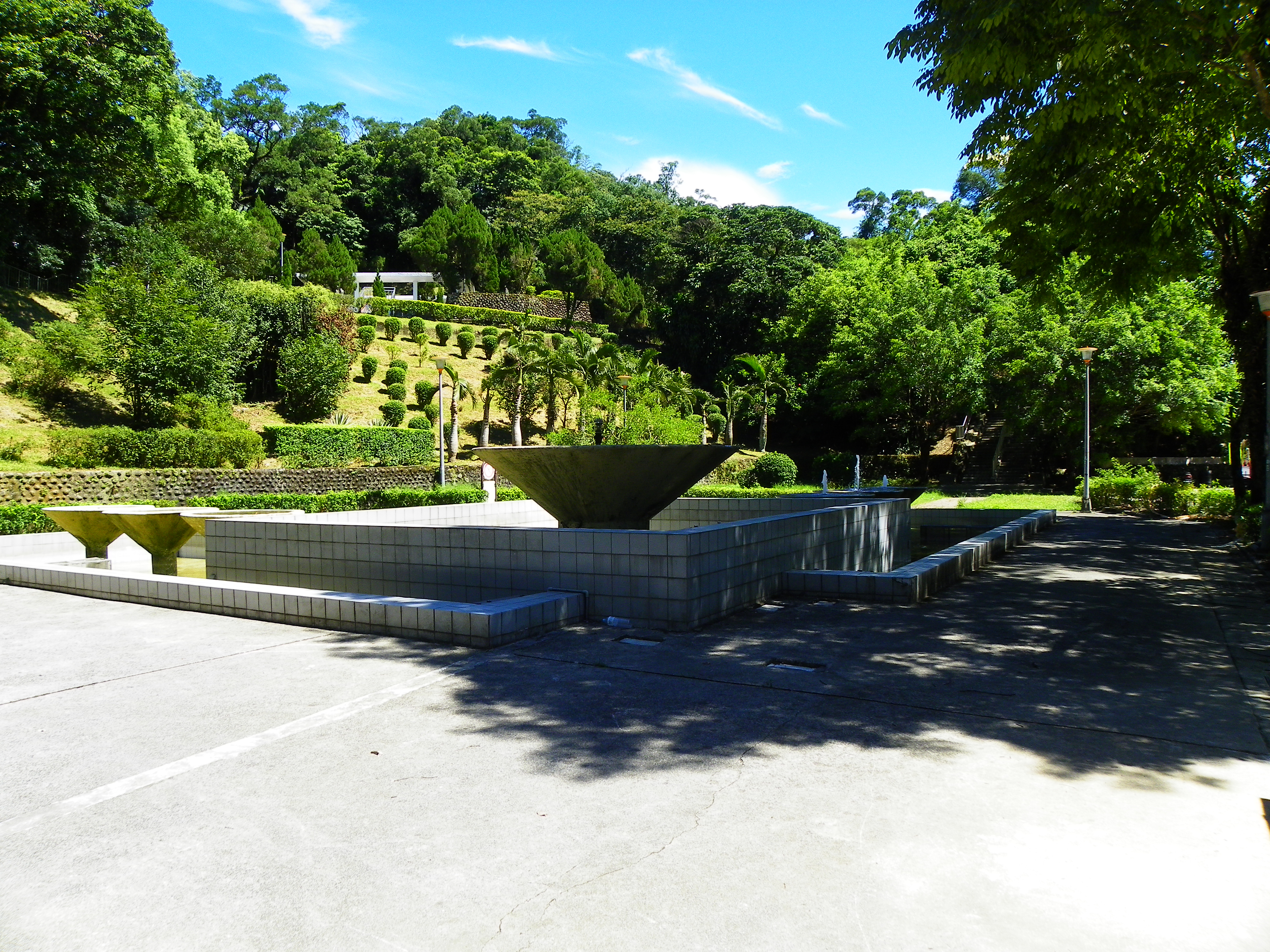
胡適公園

- 南港公園（中国語版）
- 胡適公園（中国語版）
- 山水綠生態公園（中国語版）
- 松山療養所所長宿舎（中国語版）
- 南港展覧館（中国語版）
- 台北流行音楽中心
- ららぽーと南港（建設中）